# Caponina paramo
Caponina paramo  (лат.) — вид мелких пауков рода Caponina из семейства Caponiidae. Южная Америка: южная Колумбия (Кундинамарка). Длина самца 3,08 мм, самка крупнее — 3,62 мм.
Вид Caponina paramo был впервые описан в 1994 году американским арахнологом Норманом Платником (Norman I. Platnick; р.1951; Американский музей естественной истории, Манхэттен, Нью-Йорк, США) вместе с Caponina tijuca и другими таксонами. Caponina paramo включён в состав рода Caponina Simon, 1891 вместе с Caponina chinacota, Caponina cajabamba, Caponina chilensis, Caponina papamanga и другими видами. Название вида C. paramo связано с местом его обнаружения (le páramo de Monserrate).